# Żabno (Basses-Carpates)
Pour les articles homonymes, voir Żabno (homonymie).
Żabno est une localité polonaise de la gmina de Radomyśl nad Sanem, située dans le powiat de Stalowa Wola en voïvodie des Basses-Carpates.